# Indicatore di Tissot

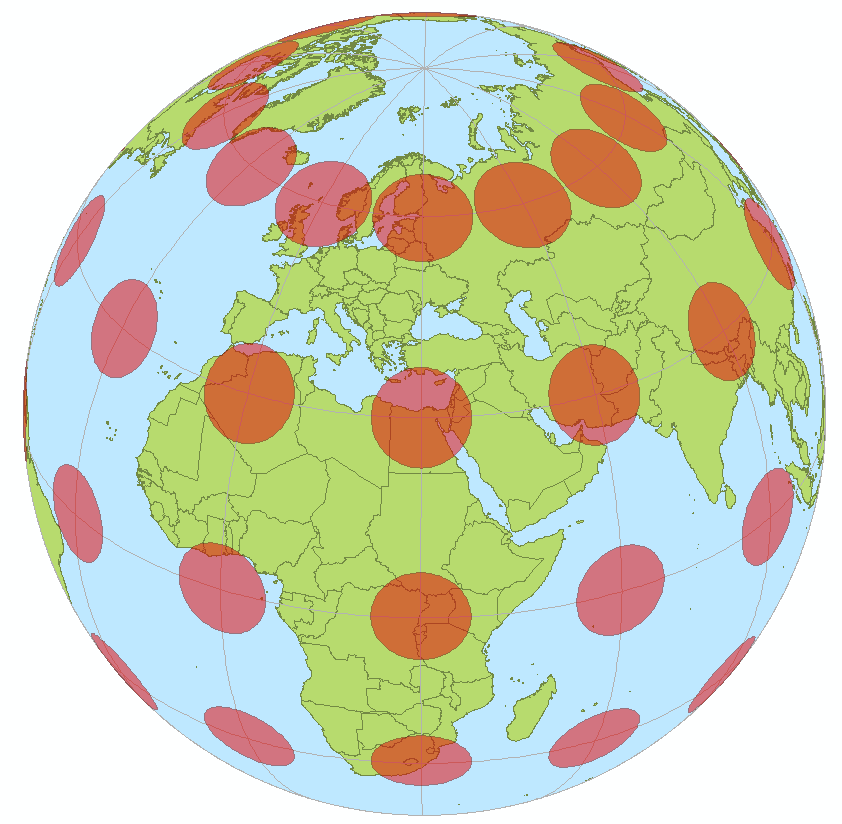
Dimostrazione su una sfera

La distorsione è evidente in una mappa che usa la proiezione di Mollweide

L'indicatore di Tissot (anche chiamato ellisse di Tissot o ellisse di distorsione) è uno strumento matematico proposto dal cartografo francese Nicolas Auguste Tissot nel 1859 con lo scopo di mostrare la distorsione locale in una mappa. Un singolo indicatore mostra la distorsione in un punto specifico, poiché solitamente la distorsione varia lungo una mappa vengono disposti numerosi indicatori su tutta la mappa per illustrare il cambiamento nella distorsione spaziale. Spesso vengono posti ad ogni intersezione fra i paralleli e meridiani segnati sulla mappa.
L'ellisse indicatrice di Tissot è un modo grafico per mostrare come vengono deformate lunghezze, angoli e aree: una trasformazione conforme (in cui il modulo di deformazione lineare è costante e il modulo di deformazione angolare è nullo) trasforma il cerchio oggettivo in un cerchio soggettivo di diversa area, mentre una trasformazione equivalente (in cui il modulo di deformazione superficiale è unitario) trasforma il cerchio oggettivo in una ellisse soggettiva di uguale area.